# São Miguel Arcanjo (São Paulo)
São Miguel Arcanjo is een gemeente in de Braziliaanse deelstaat São Paulo. De gemeente telt 31.329 inwoners (schatting 2009).

## Aangrenzende gemeenten
De gemeente grenst aan Capão Bonito, Itapetininga, Pilar do Sul, Sete Barras en Tapiraí.